# Baie de Merrymeeting
La baie de Merrymeeting (anglais : Merrymeeting Bay) est une grande baie de marée d'eau douce dans le comté de Sagadahoc, le comté de Lincoln, et le comté de Cumberland, au sud de la rivière Kennebec dans l'État du Maine aux États-Unis. La géographie inhabituelle de la baie de Merrymeeting défie les termes communs du relief. Ce n'est pas ce que l'on entend habituellement par le mot baie. La rivière Androscoggin rejoint par le sud ouest la rivière Kennebec dans la baie de Merrymeeting près de Brunswick, ce qui procure un grand volume d'eau douce avant de se jeter dans le golfe du Maine. Les marées océaniques provoquent un mascaret dont les effets sont encore bien visibles à hauteur d’Augusta situé plus au nord. Les affluents de la Kennebec sont les rivières Dead, Carrabassett, Sandy, et Sébasticook. C'est un peu comme un estuaire d'eau douce avec très peu de sel. Géologiquement, il est décrit comme un « delta intérieur » et biologiquement comme « riverain ».
Les villes limitrophes incluent Bath, Brunswick, Topsham, Bowdoinham, Bowdoin, Richmond, Dresden, Pittston, et Woolwich. Les terres entourant la baie sont des propriétés privées. L'accès public à la baie est principalement assuré par des quais publics sur l'un des fleuves localisés à Brunswick, Bath, Richmond et Bowdoinham.

## Hydrologie
Six rivières coulent dans la baie, les deux plus importantes étant la rivière Kennebec et la rivière Androscoggin. Les quatre autres rivières sont les rivières Cathance (en), Eastern (en), Abagadasset (en) et Muddy (en). La baie draine l'eau de près de 40 % de la superficie du Maine ainsi que d'une partie du New Hampshire. Le bassin versant est d'un peu moins de 50 000 km2.
La baie de Merrymeeting est reliée au golfe du Maine et à l'océan Atlantique par la rivière Kennebec inférieure, un long chenal de marée salée. Le cours inférieur du fleuve Kennebec et la baie de Merrymeeting sont connus collectivement sous le nom d'estuaire de la Kennebec. La connexion de la baie de Merrymeeting à la rivière Kennebec inférieure se fait par un canal de 260 mètres dans la roche appelée The Chops, une zone de débits d'eau convergents connus pour être dangereux pour les plaisanciers.
Les eaux de la baie coulent à travers le détroit à marée basse, tandis que la marée haute apporte un mélange d'eau douce et d'eau de mer remontant la Kennebec. Le débit de six rivières dépasse généralement le volume de la marée montante. Combiné avec le goulot d'étranglement de The Chops, le résultat est un plan d'eau de marée avec très peu de sel, connue sous le nom d'eau saumâtre. La baie de Merrymeeting est à environ 44 km de l'océan et contient de nombreuses caractéristiques d'un delta fluvial. Les marées ont une amplitude moyenne d'environ 1,5 mètre.

## Histoire
L'endroit était un lieu de rassemblement des diverses tribus environnantes qui se rejoignaient à la baie par les différentes rivières situées autour. En 1605, après avoir passé un difficile hiver à Port-Royal, accompagné par des guides et traducteurs amérindiens, Samuel de Champlain descend le long de la côte et entre dans la baie ; les traducteurs mentionnent que les rivières Kennebec, Dead et Chaudière étaient la grande route pour rejoindre le fleuve Saint-Laurent. 
Les côtes entourant la baie ont longtemps été le lieu de vie des Amérindiens Wabenaki et en particulier de la tribu Penobscot.

## Toponymie
L'origine du nom est incertaine. Certains suggèrent que cela vient des mouvements saisonniers des Abénaquis indigènes, mais leur nom pour la baie n'a pas cette signification. Le nom anglais au XVIIe siècle pour cette baie est une référence symbolique aux rassemblements festifs connus à l'époque comme des « réunions joyeuses » (comme les foires annuelles de printemps dans la vieille Angleterre connues sous le nom de May Fairs) où les gens jouaient, organisaient des concours de tir à l'arc, dansaient Ces « festivités animées par la canaille » étaient dirigées par un chef élu populaire connu sous le nom de « Robin Hoods ». Les puritains (protestants calvinistes) dénoncèrent ces fêtes populaires comme des réjouissances vulgaires ; les Abénaquis, surnommés les « hommes sauvages », reçurent des surnoms anglais, dont certains étaient désobligeants. Samuel de Champlain explora en 1605 la baie de la Kennebec, que les Abénaquis appelaient Sagadahoc, c’est-à-dire « embouchure du grand fleuve ». En 1607, une filiale de la Virginia Company (Plymouth Company) établit l’éphémère colonie de Popham, défendue par le fort Saint-George. 